# 竹林進
竹林 進（たけばやし すすむ、1930年（昭和5年）7月5日 - 2008年（平成20年）12月28日）は日本の映画監督。

## 略歴
石川県金沢市出身。明治大学を経て1953年（昭和28年）に東宝演出部に入社。
岡本喜八監督や谷口千吉監督の助監督として両監督を支え、1966年（昭和41年）に岡本喜八監督企画・脚本のテレビ映画『遊撃戦』第1話「遊撃隊前へ!」で監督デビュー。続けて青春学園シリーズの『これが青春だ』を演出し、『でっかい青春』（竜雷太主演）と『進め!青春』（浜畑賢吉主演）ではメイン監督を高瀬昌弘監督と共に務める。師匠譲りの早撮りとして名をはせた。
岡田可愛主演の『サインはV』や紀比呂子主演の『アテンションプリーズ』などでも監督としてその手腕を発揮し、番組をヒットさせた。その後、『太陽にほえろ!』の第1話からレギュラー監督として活躍していたが、青春学園シリーズの頃から縁のあった竜雷太が扮する石塚刑事の殉職篇を撮った翌年1983年（昭和58年）に病に倒れ、監督業を引退した。
長く闘病生活をしていたが、2008年12月28日に逝去。78歳没。

## 監督作品

### テレビドラマ
- 遊撃戦（1966年 - 1967年、NTV/東宝/宝塚映画）
- これが青春だ（1966年 - 1967年、NTV/東宝/テアトル・プロ）
- 東京バイパス指令（1968年 - 1970年、NTV/東宝/国際放映）
- 嫁ゆかば（1969年、NTV）
- 進め!青春（1969年、NTV/東宝/テアトル・プロ）
- サインはV（1969年 - 1970年、TBS）
- アテンションプリーズ（1970年 - 1971年、TBS/東宝）
- コートにかける青春（1971年-1972年、TBS/東宝）
- 太陽にほえろ!（1972年 - 1983年、NTV/東宝）
- われら行動派!（1979年 - 1980年、CX/東宝）

### 映画
- ゴジラ（1954年11月3日、東宝） - 本多猪四郎監督助手[1]（セカンド）[注釈 1]
- 暗黒街の顔役（1959年1月15日、東宝） - 岡本喜八監督助手
- 独立愚連隊（1959年10月6日、東宝） - 岡本喜八監督助手
- 暗黒街の対決（1960年1月3日、東宝） - 岡本喜八監督助手
- 大学の山賊たち（1960年7月31日、東宝） - 岡本喜八監督助手
- 独立愚連隊西へ（1960年10月30日、東宝） - 岡本喜八監督助手
- 暗黒街の弾痕（1961年1月3日、東宝） - 岡本喜八監督助手
- 紅の海（1961年8月13日、東宝） - 谷口千吉監督助手
- 紅の空（1962年3月21日、東宝） - 谷口千吉監督助手
- 月給泥棒（1962年12月8日、東宝） - 岡本喜八監督助手
- 独立機関銃隊未だ射撃中（1963年7月28日、東宝） - 谷口千吉監督助手
- 大盗賊（1963年10月26日、東宝） - 谷口千吉監督助手
- 奇巌城の冒険（1966年4月28日、東宝 / 三船プロ）谷口千吉監督助手
- サインはV（1970年7月18日、東宝）